# Concepció Callao Franqués
Concepció Callao Franqués (Barcelona, 23 de setembre de 1895 - Barcelona, 25 de desembre del 1959) fou una contralt catalana.

## Biografia
Fou filla del músic Camil Callao i Guinovart i de Concepció Franqués. Va rebre les primeres nocions de música del seu pare i amb vuit anys ingressà a l'Escola Municipal de Música de Barcelona. Debutà a setze anys. Excel·lí en les interpretacions de les òperes de Richard Wagner, a Barcelona, València, Madrid i Lisboa. Cantà lieder i col·laborà en concerts simfònics i oratoris, destacant la seva participació el 1921 la Passió segons Sant Mateu, de Bach, juntament amb l'Orfeó Català.
El 1919 intervingué en el Gran Teatre del Liceu de Barcelona, en l'estrena de La Morisca del compositor Jaume Pahissa i Jo, i del mateix compositor també hi estrenà La Princesa Margarida. L'any 1928 cantà al Palau de la Música de Barcelona en l'estrena de l'obra El Giravolt de maig, d'Eduard Toldrà, amb el paper de l'hostalera. Durant la guerra civil espanyola va formar part de la companyia socialitzada d'òpera del Teatre Tívoli de Barcelona com a contralt.
Va fer diverses gires per diferents països d'Amèrica Llatina i Portugal, interpretant diverses obres. En el Liceu, estrenà l'any 1945, La Creació, oratori compost pel Pare Massana, estrena en el qual també va intervenir el seu marit, el cantant Domènec Sánchez Parra.
També va ser mestra d'artistes com ara Enriqueta Tarrés o Anna Ricci i Giraudo.
De les gravacions discogràfiques realitzades per Concepció Callao se'n conserven poques. Es pot citar una selecció de la sarsuela de Pablo Luna Los Calabreses, gravada al costat de Lluís Canalda, i diversos fragment de La canción del olvido, de Josep Serrano. Un cop retirada de l'escena, es va dedicar a l'ensenyament, impartint classes de música al Conservatori Municipal de Barcelona, pràcticament fins que va morir, el dia 25 de desembre de 1959, deixant marit i una filla, Josefina.
L'any 2024 l'Ajuntament de Barcelona, en resposta a la proposta a la Ponència del Nomenclàtor de Barcelona feta l'any 2014 per Sònia Ratera Sarrà, descendent de Concepció Callao,va decidir l'adjudicació del nom de l'artista a un jardí de la ciutat: Jardins Concepció Callao, situat entre l’avinguda Diagonal i el mirador de Freddie Mercury i Montserrat Caballé, al barri del Fort Pienc.